# Ланшаков, Антон Михайлович
Анто́н Миха́йлович Ланшако́в (20 января 1987, Москва) — российский режиссёр, сценарист.

## Биография
В 2009 году окончил Гуманитарный Институт Телевидения и Радиовещания имени М. А. Литовчина (ГИТР), факультет режиссуры, мастерская Дмитрия Таланкина. С дипломной работой «Уже не мёртв», которая получила Гран-При второго фестиваля ART-kino fest и заняла первое место в номинации «Призвание» Национальной Премии «Страна», 2009.
Соучредитель студии «Kakadu Collapse».

## Фильмография

### Режиссёр и сценарист
| Год         | Название                            | Доп. информация                                                    |
| ----------- | ----------------------------------- | ------------------------------------------------------------------ |
| 2009        | Уже не мёртв                        | короткометражный, дипломная работа                                 |
| 2012        | Не-Сказка                           | детский фэнтэзийный фильм                                          |
| 2013        | Человек-Улыбка                      | короткометражный. Режиссёр и сценарист. В главной роли Уиллем Дефо |
| 2015 - 2016 | Бумажки                             | мультсериал. Сценарист                                             |
| 2015        | Ми-ми-мишки                         | мультсериал. Режиссёр и сценарист                                  |
| 2016 - 2022 | Лео и Тиг                           | мультсериал. Сценарист                                             |
| 2016 - 2025 | Сказочный патруль                   | мультсериал. Сценарист                                             |
| 2017 - 2021 | Герои Энвелла                       | мультсериал. Режиссёр и сценарист (Создатель)                      |
| 2019        | Герои Энвелла: Выйти из игры        | Полнометражный мультфильм. Сборник серий первого сезона.           |
| 2019 - 2023 | Сказочный патруль. Хроники чудес    | Мультсериал. Сценарист.                                            |
| 2023        | Чик - Чирикино                      | Мультсериал. Режиссёр и сценарист (Создатель)                      |
| 2024        | Сказочный патруль. Шоу продолжается | Полнометражный мультфильм.                                         |

«Герои Энвелла» стал первым российским сериалом за 25 лет, показанным на престижной выставке MIPJunior в Каннах. По словам директора MIPJunior Люси Смит, мультсериал уникален тем, что направлен не на дошкольную или подростковую, но на предподростковую (8-13 лет) аудиторию. По итогам MIPJunior, «Герои Энвелла» занял 20 место в списке из более чем 1500 мультсериалов.

### Актёр
- 2016—2020 — Сказочный патруль — Дракоша

## Награды
- Первое место Национальной Премии «Страна», 2009 в номинации «Призвание» («Уже не мёртв»)
- Гран-При второго фестиваля ART-kino fest («Уже не мёртв»)
- Гран-При XIV фестиваля фестиваля детского кино «СКАЗКА» (фильм «Не-Сказка»)
- победитель конкурса JAMESON FIRST SHOT 2013 (фильм The Smile Man)